# Enciclopedia de Klein

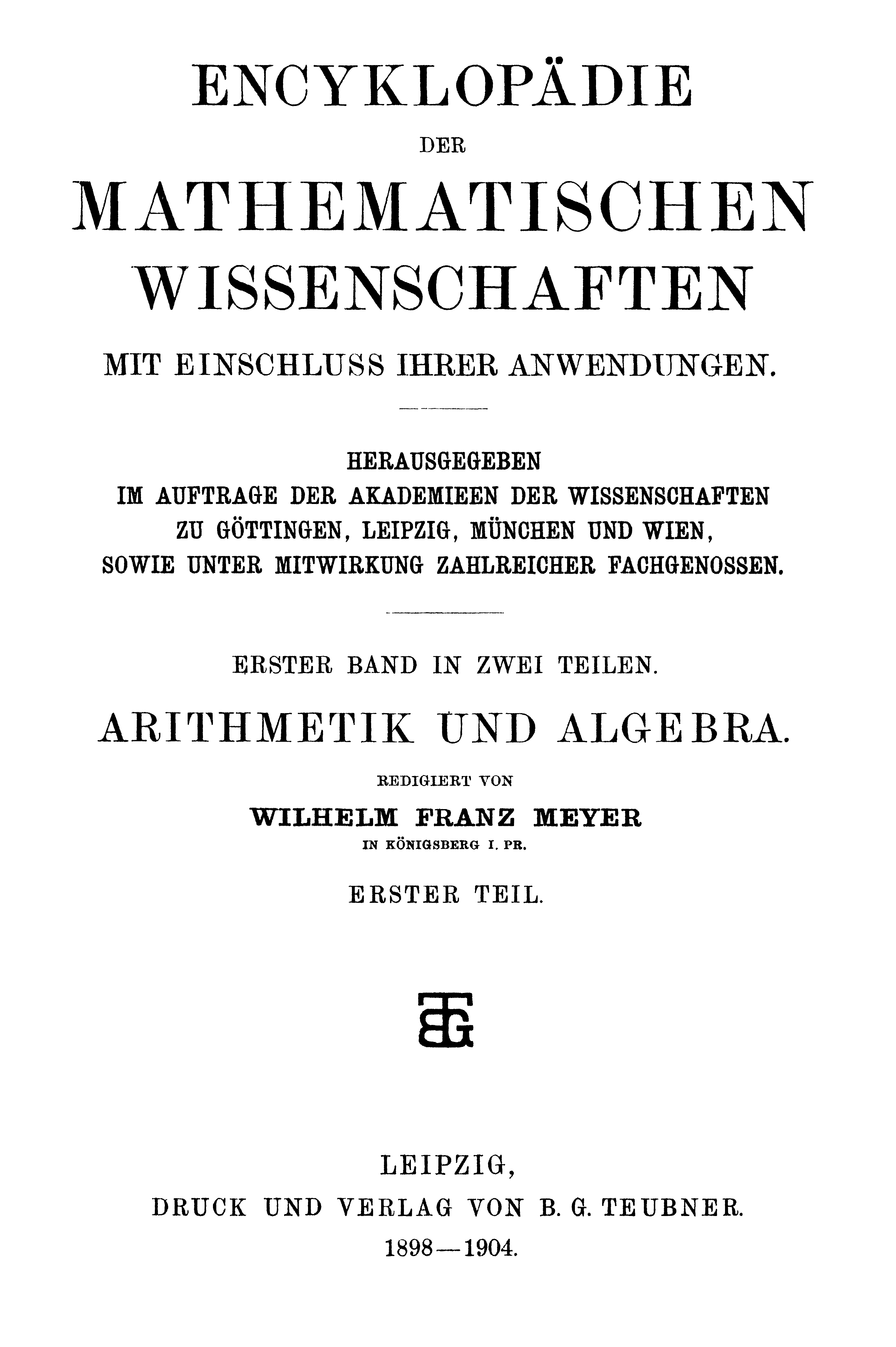
Portada del volumen 1 (Wilhelm Franz Mayer) de la Enciclopedia de Ciencias Matemáticas de Klein.

La Enciclopedia de Ciencias Matemáticas de Felix Klein (título original en alemán: Encyklopädie der mathematischen Wissenschaften mit Einschluß ihrer Anwendungen; Enciclopedia de las ciencias matemáticas incluidas sus aplicaciones) es un compendio matemático escrito en alemán y publicado en seis volúmenes entre 1898 y 1933. Klein y Wilhelm Franz Meyer fueron los organizadores de la obra. Su extensión es de 20.000 páginas (6 volúmenes, es decir, Bände, divididos en 23 libros separados, 1-1, 1-2, 2-1-1, 2-1-2, 2-2, 2-3 -1, 2-3-2, 3-1-1, 3-1-2, 3-2-1, 3-2-2a, 3-2-2b, 3-3, 4-1, 4-2 , 4-3, 4-4, 5-1, 5-2, 5-3, 6-1, 6-2-1, 6-2-2) y fue publicada por B.G. Teubner Verlag, editor de los Mathematische Annalen.
Hoy en día, el "Göttinger Digitalisierungszentrum" (Centro de Digitalización de Gotinga) proporciona acceso en línea a todos los volúmenes, mientras que internet Archive alberga algunas partes concretas.

## Resumen
Walther von Dyck actuó como presidente de la comisión para publicar la enciclopedia. En 1904 contribuyó con un informe preparatorio sobre la empresa de publicación, en el que figura el propósito del trabajo:
Su misión era presentar una exposición sencilla y concisa, lo más completa posible, del cuerpo de las matemáticas contemporáneas y sus consecuencias, al tiempo que indicaba con una bibliografía detallada el desarrollo histórico de los métodos matemáticos desde principios del siglo XIX.
El informe preparatorio ("Einleitender Bericht") sirve como prefacio de la enciclopedia. En 1908, von Dyck informó sobre el proyecto al Congreso Internacional de Matemáticos celebrado en Roma.
Nominalmente, Wilhelm Franz Meyer fue el presidente fundador del proyecto y reunió el volumen ("Band") 1 (en 2 libros separados), "Arimética y Álgebra", que apareció entre 1898 y 1904. D. Selivánov amplió su artículo de 20 páginas sobre diferencias finitas del Volumen 1, Parte 2, en una monografía de 92 páginas publicada con el título Lehrbuch der Differenzenrechnung.
El Volumen 2 (en 5 libros separados), con la serie "Análisis" impresa entre 1900 y 1927 tuvo como coeditores a Wilhelm Wirtinger y a Heinrich Burkhardt.
Burkhardt condensó su extensa reseña histórica del análisis matemático, que apareció en el Jahresbericht de la Deutsche Mathematiker-Vereinigung, dando forma a una contribución más breve para la enciclopedia.
El Volumen 3 (en 6 libros separados), que versa sobre geometría, fue editado por Wilhelm Franz Meyer. Estos artículos se publicaron entre 1906 y 1932, con el libro Differentialgeometrie publicado en 1927 y el libro Spezielle algebraische Flächen en 1932. Es significativo que Corrado Segre contribuyó con un artículo sobre el "espacio de dimensiones superiores" en 1912, que actualizó en 1920. Este último fue revisado por T.R. Hollcroft.
El Volumen 4 (en 4 libros separados) se refería a "Mecánica", y fue editado por Felix Klein y de. Arnold Sommerfeld editó el Volumen 5 (en 3 libros separados) sobre "Física", una serie que se publicó hasta 1927.
El Volumen 6 constaba de dos secciones (la sección de Geodesia en 1 libro y la sección de Astronomía en 2 libros separados):
Philipp Furtwängler y E. Weichart coeditaron "Geodesia y Geofísica", que se publicó desde 1905 hasta 1922. Karl Schwarzschild y Samuel Oppenheim coeditaron "Astronomía", publicando hasta 1933.

## Menciones
En 1905 Alfred Bucherer reconoció la influencia de la enciclopedia sobre la notación vectorial en la segunda edición de su libro:

Cuando escribí la primera edición de este pequeño trabajo, las discusiones y deliberaciones sobre un simbolismo uniforme para el cálculo vectorial todavía estaban en proceso de cambio. Desde entonces, gracias a la adopción de un método de designación adecuado por parte de quienes trabajan en la Encyklopädie, se ha propuesto un importante sistema de simbolismo.

En 1916 George Abram Miller anotó:

Una de las grandes ventajas de esta gran enciclopedia es que tiende a evitar la duplicación al establecer un mínimo más alto de conocimientos matemáticos generales. ... La inmensidad de la nueva literatura [matemática], combinada con el hecho de que algunos de los nuevos desarrollos aparecieron primero en lugares algo oscuros, a menudo ha dificultado que un autor determine si sus resultados eran nuevos. Si bien parte de esta dificultad persiste, la gran enciclopedia, en la que se asocian cuidadosamente resultados importantes relacionados, tiende a reducir la dificultad materialmente.

En su reseña del Diccionario enciclopédico de matemáticas, Jean Dieudonné planteó el espectro de la enciclopedia de Klein mientras denigraba su orientación hacia la matemática aplicada y la documentación histórica:

Se ha logrado una tremenda ganancia de espacio al eliminar gran parte de la discursividad de la antigua Encyklopädie; la gran mayoría de su información histórica (que habría sido una mera duplicación); una gran cantidad de resultados de importancia secundaria que saturan innecesariamente muchos artículos; y finalmente, todas las partes dedicadas a la astronomía, la geodesia, la mecánica y la física que no tenían contenido matemático significativo. De este modo ha sido posible comprimir en aproximadamente una décima parte del volumen de la Encyklopädie una cantidad más valiosa de información sobre una ciencia que ciertamente hoy es diez veces más extensa que en 1900.

La bibliotecaria Barbara Kirsch Schaefer escribió:

A pesar de su antigüedad, sigue siendo una valiosa fuente de referencia, ya que su período de publicación abarca una de las épocas más fructíferas de la investigación matemática. Destaca por su trato integral y artículos académicos bien documentados; y está dirigida al especialista.

En 1982 una historia de la aeronáutica señalaba lo siguiente:

Como organizador y editor de la monumental Enciclopedia de ciencias matemáticas, incluidas sus aplicaciones, [Klein] compiló una colección de estudios definitivos que se convirtió en la referencia estándar en física matemática. Al principio de la empresa de treinta años, Klein solicitó al estimado Sebastian Finsterwalder, profesor de matemáticas en el politécnico de Múnich (y, dicho sea de paso, uno de los profesores de Prandtl), que escribiera un ensayo sobre aerodinámica. Este artículo de revisión es importante en la historia de la aerodinámica debido a su amplio alcance y porque fue presentado en agosto de 1902. La fecha es más de un año antes de que los Wright lograran sus vuelos propulsados en Kitty Hawk, Carolina del Norte, y dos años antes de que Prandtl presentase su teoría de la capa límite. Por lo tanto, es una especie de registro prenatal de la ciencia que ahora llamamos aerodinámica. Más concretamente, sin embargo, se trataba de un singular relato compendiario del estado del arte de la aerodinámica, una primera referencia que se encontrará en muchas investigaciones posteriores en este campo. Además, la enciclopedia de Klein en su conjunto proporcionó el modelo para la publicación posterior de "Aerodynamic Theory", la enciclopedia de seis volúmenes sobre la ciencia del vuelo que William F. Durand editó a mediados de la década de 1930...

Ivor Grattan-Guinness observó en 2009:

Muchos de los artículos fueron los primeros de su tipo sobre su tema y varios siguen siendo los últimos o los mejores. Algunos de ellos tienen excelente información sobre los antecedentes históricos más profundos. Esto es especialmente cierto en el caso de artículos sobre matemáticas aplicadas, incluido ingeniería, que se destaca en su título.

También escribió:

Los matemáticos de Berlín, el otro polo matemático principal de Alemania y una ciudadela para matemática pura, no fueron invitados a colaborar en la EMW y se dice que se burlaron de ella".

En 2013, Umberto Bottazzini y Jeremy Gray publicaron el libro Hidden Harmony, en el que examinaban la historia del análisis complejo. En el capítulo final dedicado a los textos de referencia, utilizaron los proyectos de la enciclopedia de Klein y Molk para contrastar los enfoques en Alemania (Karl Weierstraß y Bernhard Riemann) y Francia (Augustin Louis Cauchy). En 1900, un elemento de un álgebra sobre un cuerpo (generalmente {\displaystyle \mathbb {R} } o {\displaystyle \mathbb {C} }) se conocía como número hipercomplejo, ejemplificado por los cuaterniones ({\displaystyle \mathbb {H} }) que contribuyeron con el producto escalar y el producto vectorial, útiles en geometría analítica, y nabla, útil en el análisis. Los artículos exploratorios sobre números hipercomplejos, mencionados por Bottazzini y Gray, escritos por Eduard Study (1898) y Élie Cartan (1908), sirvieron como publicidad para los algebristas del siglo XX, y pronto retiraron el término "hipercomplejo" al mostrar la estructura de las álgebras.

## Edición francesa
Jules Molk era el editor en jefe de la Encyclopédie des sciences mathématiques pures et appliquées, la edición francesa de la enciclopedia de Klein. Es una traducción y reescritura an francés, publicada entre 1904 y 1916 por Gauthier-Villars (en parte en cooperación con B. G. Teubner Verlag). Según Jeanne Peiffer, "la edición francesa destaca porque el tratamiento histórico es más extenso y, a menudo, más preciso (gracias a la colaboración de Tannery y Eneström) que la versión original alemana".